# Goljam Perelik
A Goljam Perelik a Bulgária déli részén elterülő Rodope hegység legmagasabb csúcsa.

## Elhelyezkedés
Szmoljantól 19 kilométerre nyugatra található. Bulgária hegységein belül belül a Rodope a hetedik helyen áll magasságban.

### Megközelítése
Goljam Perelik könnyen elérhető, de a csúcsot nem lehet megközelíteni, mert ott a bolgár hadsereg egy hadosztálya állomásozik. A Perelik menedékháztól mintegy 40 perc lehet feljutni a csúcs aljához.

## Fordítás
- Ez a szócikk részben vagy egészben  a(z)   Голям Перелик című bolgár Wikipédia-szócikk ezen változatának fordításán alapul.  Az eredeti cikk szerkesztőit annak laptörténete sorolja fel. Ez a jelzés csupán a megfogalmazás eredetét és a szerzői jogokat jelzi, nem szolgál a cikkben szereplő információk forrásmegjelöléseként.